# Stratiomys equestris
Stratiomys equestris är en tvåvingeart som beskrevs av Johann Wilhelm Meigen 1835. Stratiomys equestris ingår i släktet Stratiomys och familjen vapenflugor. Inga underarter finns listade i Catalogue of Life.